# Meansville
Meansville – miasto w Stanach Zjednoczonych, w stanie Georgia, w hrabstwie Pike.